# ZSSK-Baureihe 861
Die Baureihe 861 der ZSSK sind in der Slowakei verkehrende mehrteilige Triebzüge mit Dieselantrieb für den Regionalverkehr. Sie werden als Baureihe 861.0 dreiteilig und als Reihe 861.1 zweiteilig gebaut und von 2011 bis 2023 von ŽOS Vrútky hergestellt. Die Herstellerbezeichnung der Fahrzeuge lautet Regiomover.
In der Bevölkerung tragen sie den Spitznamen: „Dunilav“ (etwa: Kopf von Lärm und Vibration).

## Geschichte
Um zahlreiche ältere Verbrennungstriebwagen und kurze lokgespannte Züge zu ersetzen, plante die ZSSK eine gegenüber der ZSSK-Baureihe 840 vergrößerte Ausführung zu beschaffen, um größere Beförderungszahlen zu erzielen. Die Ausschreibung gewann im Jahr 2008 die Firma ŽOS Vrútky.
Die beiden Prototypen wurden im Jahr 2011 gefertigt und konnten noch im selben Jahr im Werk besichtigt werden. Im Jahr 2012 stand eines der dreiteiligen Fahrzeuge auf der Messe Czech Raildays in Ostrava. Bis 2019 wurden 39 Fahrzeuge der Serie in Dienst gestellt und erhielten die Bezeichnung 861 001—039. Bis dahin zeigten die Fahrzeuge eine bei Neukonstruktionen üblichen Ausfallrate, was zu einer größeren Anzahl von Abstellungen einzelner Fahrzeuge bis zur Reparatur führte. Nach den Reparaturen zeichnete sich ab, dass Bedarf an zweiteiligen Fahrzeugen besteht. Diese wurden als 861 101—114 bis 2021 gefertigt.
Gegenüber den Vorgängerbaureihen in der Slowakei besitzen die neuen Fahrzeuge einen größeren Anteil an Niederflurtechnik. Sie sind mit Fahrgastinformationssystemen ausgestattet und behindertengerecht. Eingesetzt sind die Fahrzeuge im Bereich Humenné, Nové Zámky und Zvolen. Sie sind für den regionalen und überregionalen Einsatz mit einer möglichen Steigung von bis zu 40 ‰ vorgesehen.

## Technische Merkmale
Der aus zwei angetriebenen Teilen bestehende Triebzug ist bei der zweiteiligen Variante über ein Jakobs-Drehgestell verbunden sowie bei der dreiteiligen Ausführung mit einem antriebslosen Mittelwagen verstärkt, der mit den Endwagen ebenfalls mit Jakobs-Drehgestellen verbunden ist. Jeder Einzelwagen hat beidseitig eine elektrisch angetriebene Schwenkschiebetür, die mit den Niederflurbereichen mit einer Fußbodenhöhe von 550 mm verbunden ist. Die Bereiche über den Drehgestellen sind Hochflurbereiche. Diese sind gegenüber den Einstiegsbereichen mit inneren Schiebetüren abgetrennt.
Der stählerne Wagenkasten ist eine selbsttragende Konstruktion. Das Mittelteil der Fahrzeuge ist behindertengerecht, dort befinden sich die behindertengerechte Toilette sowie die Stellplätze für Gepäck und Fahrräder. Die Drehgestell stammen von Siemens in Graz. Die Primärfederung besteht aus gewickelten Federn, die Sekundärfederung ist als Luftfederung ausgeführt. Die Achsen der Laufdrehgestelle werden bei Bogenfahrt automatisch radial angelenkt.
Die Maschinenanlage besteht aus dem 12-Zylinder-Viertakt-Dieselmotor MAN D2842 LE 622 und einem Strömungsgetriebe mit Retarder. Zusammen sind sie mit dem Wendegetriebe von Voith und einem Kühler in einem unterflurig angehängten Gehäuse untergebracht. Der Radsatzantrieb mit Gelenkwellen ist als Gruppenantrieb konzipiert. Es können bis zu drei Triebzüge mit Vielfachsteuerung verbunden und gemeinsam von einem Führerstand gesteuert werden.
Große Fenster sorgen für gute Lichtverhältnisse in den Fahrgasträumen. Die Fahrzeuge sind mit WLAN ausgerüstet. Sie besitzen ein Informationssystem mit Tonansage und Bildschirmen sowie ein Überwachungs-Kamerasystem. Beheizt wird der Fahrgastraum durch eine Warmwasserheizung. Die Klimaanlage wird durch eine Mikroprozessorsteuerung und mit Thermostaten gesteuert.

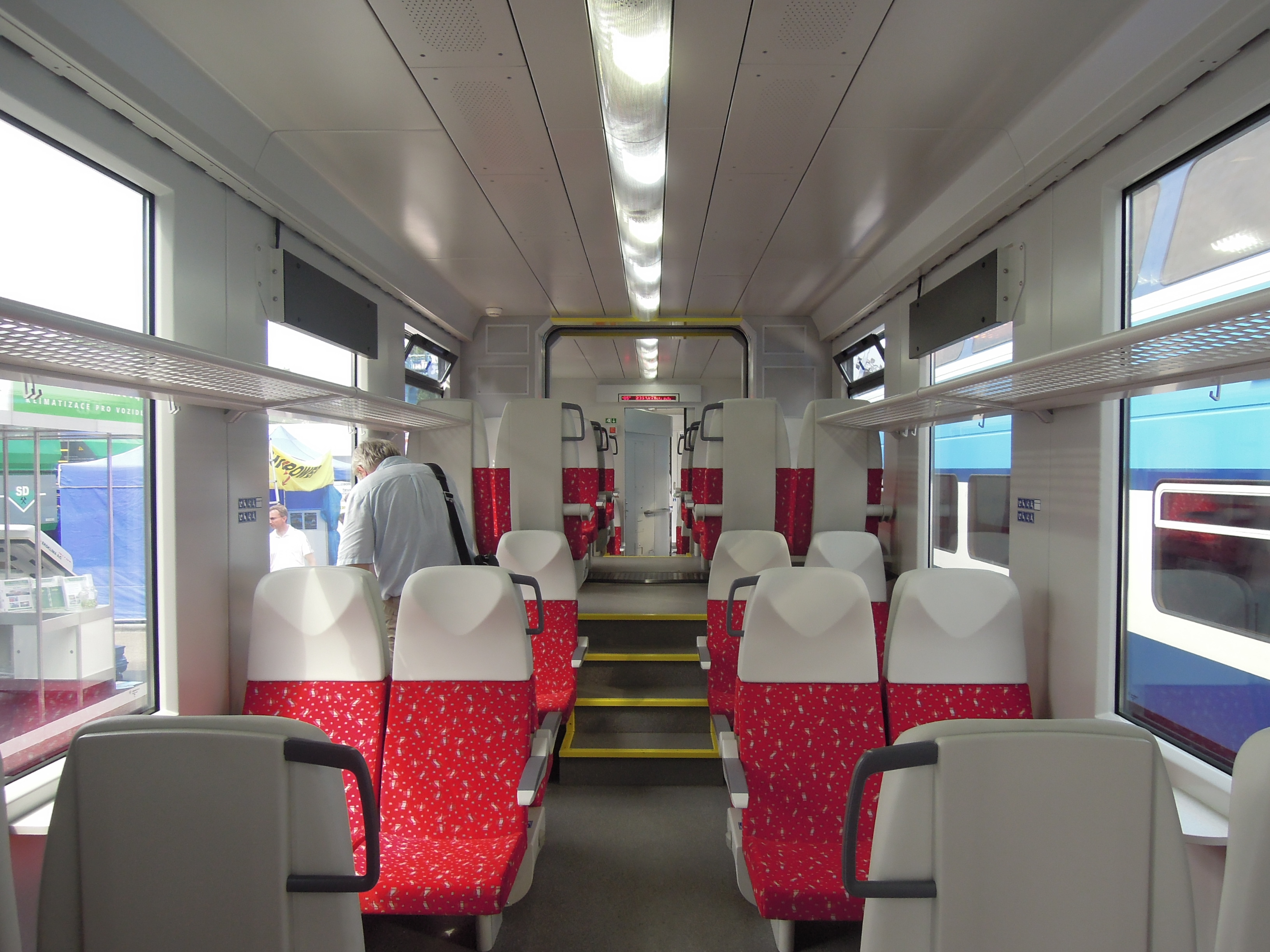
Inneneinrichtung der Fahrzeuge im Niederflurbereich
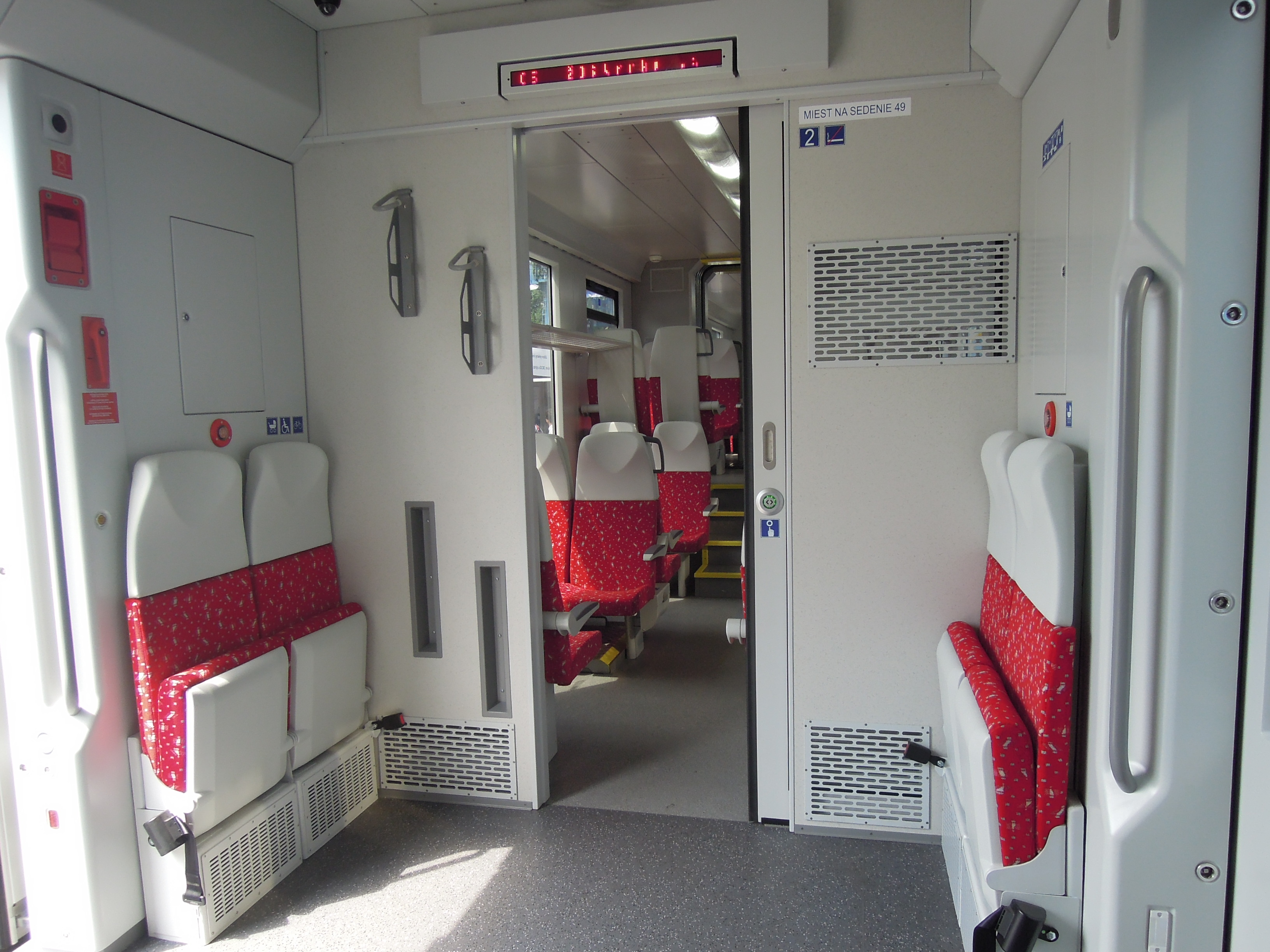
Inneneinrichtung der Fahrzeuge im Einstiegsbereich
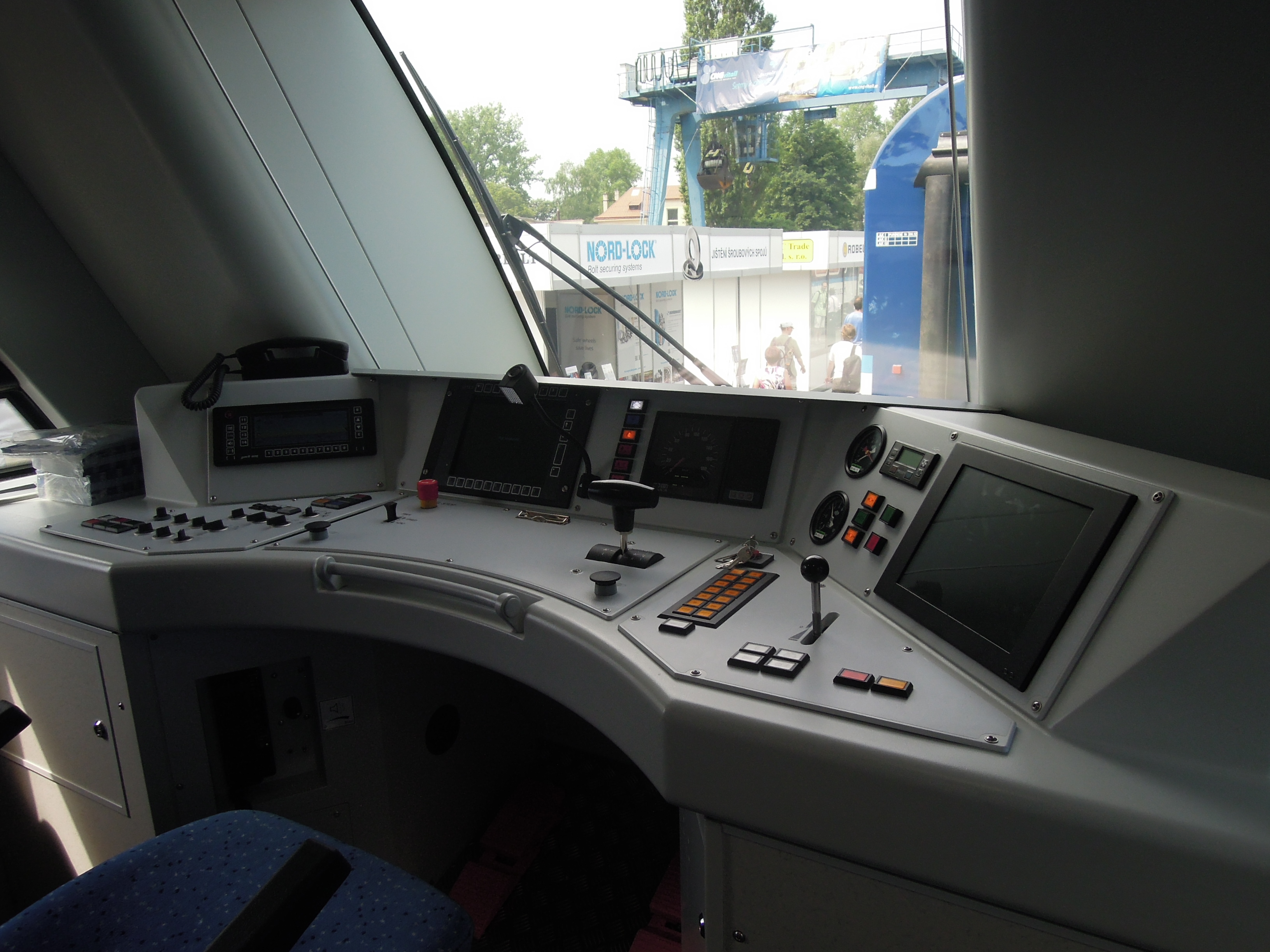
Führerstand